# Morton Downey Jr.
Pour les articles homonymes, voir Downey (homonymie).
Morton Downey Jr. est un acteur, animateur de télévision, chanteur et auteur-compositeur américain né le 9 décembre 1932 à Los Angeles, Californie (États-Unis), mort le 12 mars 2001 à Los Angeles (Californie).

## Biographie
Il est le fils de l'acteur-chanteur Morton Downey (en) (1901-1985) et de l'actrice Barbara Bennett (1906-1958).
Cet acteur et animateur TV était connu pour son engagement en faveur du tabac et la désinformation scientifique qu'il faisait au sujet du tabac.
Morton Downey lors d’une émission qu’il animait pose la question à un expert anti-tabac "Ceux qui meurent d’un cancer du poumon meurent à cause de la fumée des autres ? " L’expert indique « 16 études … » Morton Downey ne lui laisse même pas le temps de finir sa phrase qui réplique « Vous l’affirmez ? « Vous soutenez ça ? » L’expert lui répond « Tout à fait » Morton Downey de nouveau lui coupe la parole « Vous mentez ! » « Ce sont les conneries scientifiques que vous faites circuler depuis des années ! »
Il a  regretté publiquement son attitude un an avant de mourir d'un cancer du poumon.

## Dans la culture populaire
- Son nom a inspiré celui de l’un des sept sbires de Bowser, Morton Koopa Jr., dans la série de jeux vidéo Super Mario.

## Filmographie
- 1989 : Teething with Anger (TV) : Nasty Baby
- 1990 : Predator 2 de Stephen Hopkins :  Tony Pope
- 1990 : Une sacrée famille (Thanksgiving Day) (TV)
- 1991 : Legal Tender : Mal Connery
- 1992 : The Silencer : Michael Keating
- 1992 : Revenge of the Nerds III: The Next Generation (en) (TV) : University President Orrin Price
- 1992 : Body Chemistry II: The Voice of a Stranger : Big Chuck
- 1996 : Hollywood: The Movie (vidéo) : Carlton
- 1999 : Palmer's Pick Up : Dick Cash